# Biblioteche del Vicino Oriente antico
Le biblioteche del Vicino Oriente antico servirono come archivi delle città-stato e degli imperi, santuari di sacre scritture e depositi di letteratura e cronache. Fu infatti in Egitto e Mesopotamia, terre abbondantemente bagnate da grandi fiumi, che nacque la civiltà e fu là che sorsero i primi esempi di uno degli aspetti principali della civiltà: la scrittura - incisa su tavolette di argilla che datano prima del 3000 a.C., scoperte tra i resti archeologici dei Sumeri, un popolo creativo che si stabilì nella Mesopotamia meridionale.

## Tavolette
Gli egiziani non erano da meno, ma la storia della loro scrittura non è così ben documentata come quella dei Sumeri, perché usavano materiale di scrittura deteriorabile. Nei tempi antichi le rive del Nilo abbondavano di piante di papiro - quelle tra le quali fu nascosto il neonato Mosè - e dai suoi gambi gli egiziani ricavavano una sorta di carta, che era di eccellente qualità ma, come tutte le carte, fragile. I fiumi della Mesopotamia non avevano tale pianta, ma la loro terra conteneva ottima argilla e di conseguenza le tavolette fatte di questo materiale ne divennero strumento di scrittura. Sebbene ingombranti e grossolane, hanno una virtù cara agli archeologi: sono durevoli. Il fuoco, per esempio, che è fatale per la carta papiracea o altri materiali come il cuoio o il legno, invece fa diventare la tavoletta più dura, rendendola quindi più permanente. Di conseguenza, quando un conquistatore metteva a ferro e fuoco un palazzo della Mesopotamia, assicurava la sopravvivenza delle tavolette che eventualmente conteneva. Inoltre l'argilla è economica e trasformarla in una tavoletta è facile - il che rese la tavoletta d'argilla il materiale di scrittura preferito non solo in tutta la Mesopotamia, ma anche altrove, in Siria, Asia Minore, Persia e per un periodo anche a Creta ed in Grecia: scavi archeologici hanno portato alla luce tavolette d'argilla in tutti questi luoghi. Nel Vicino Oriente rimasero in uso per quasi tre millenni e in certe aree furono popolari fino all'inizio del cristianesimo, quando cedettero il posto ad alternative maggiormente convenienti.

### I Sumeri

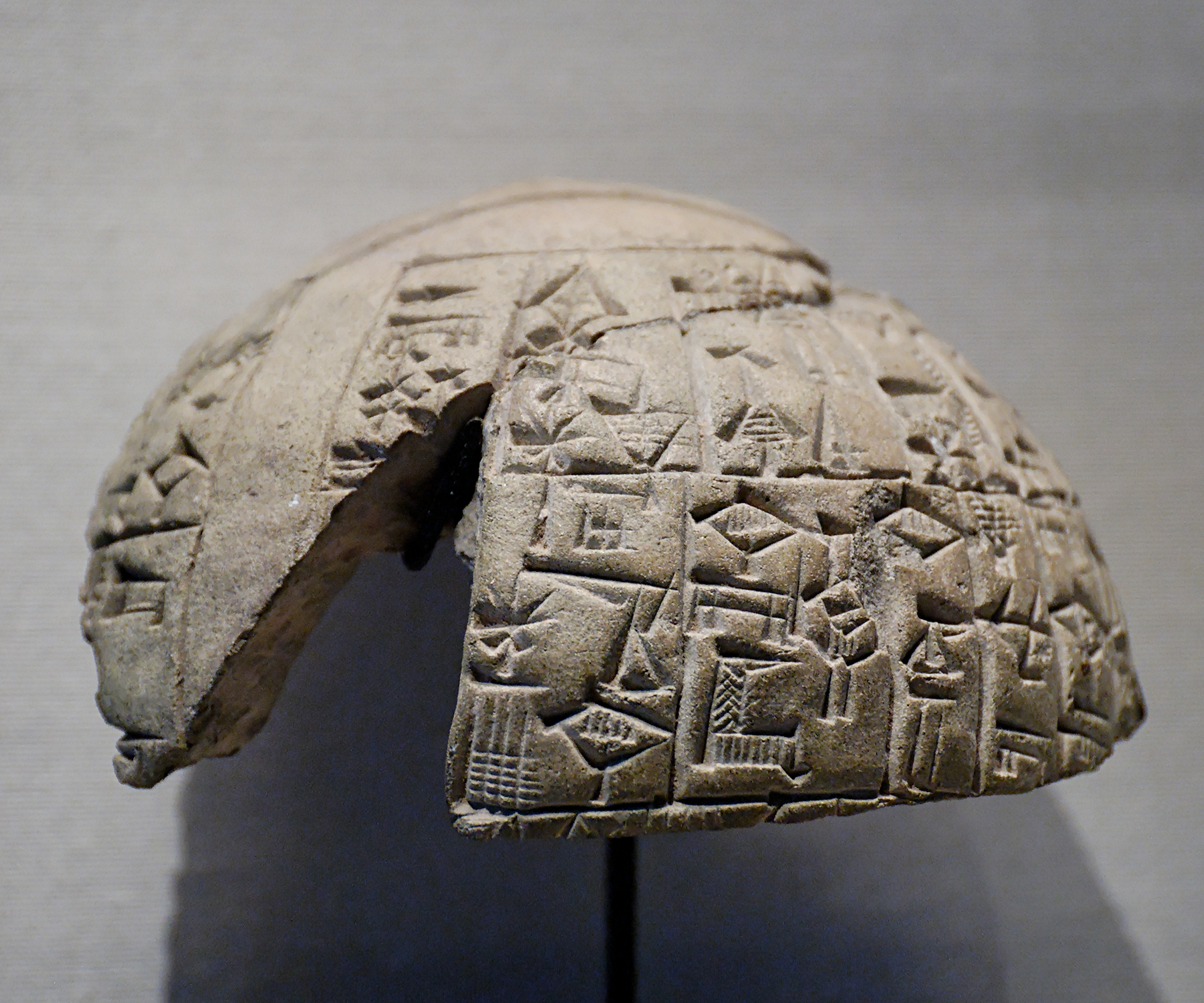
Tavoletta sumerica cuneiforme di Eannatum

I Sumeri perfezionarono uno stile di scrittura che si adattava a tale materiale, all'argilla. Consisteva basilarmente di semplici segni, cunei e linee, che potevano esser facilmente incise sull'argilla soffice con uno stecco o stilo di legno: gli studiosi l'hanno chiamata scrittura cuneiforme, prendendo spunto dai cunei che la rappresentavano. Sebbene il tutto consistesse appunto di cunei e linee, le loro combinazioni per formare segni che intendessero suoni o parole potevano essere centinaia e impararle richiedeva un lungo addestramento e molta pratica - inevitabilmente, l'apprendimento e quindi l'alfabetizzazione venne limitata ad una ristretta classe di professionisti, gli scribi.

### Gli Accadi e altri

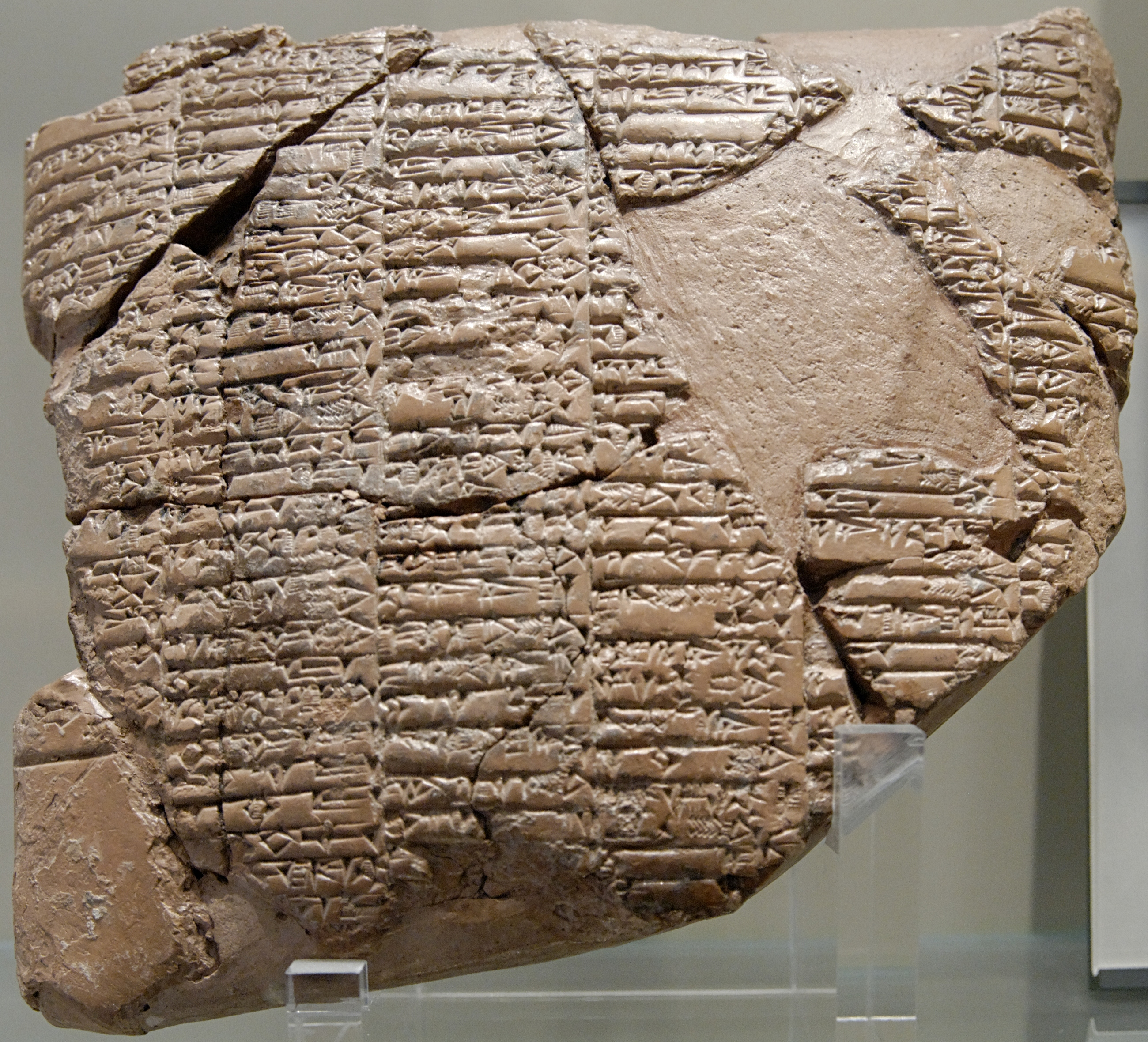
Trattato di alleanza in lingua elamica trascritta in accadico.

Gli Accadi conquistarono i Sumeri verso la metà del III millennio a.C. e si impossessarono della scrittura cuneiforme dandole però quei suoni e valori lessicali che si adattavano alla loro lingua. Fecero lo stesso i Babilonesi e gli Assiri, come anche i popoli della Siria e dell'Asia Minore. Per gli scribi di questi nuovi utenti del cuneiforme, impararlo era doppiamente laborioso. La letteratura dei Sumeri era apprezzata e valutata in tutto il Vicino Oriente e molto dopo che i Sumeri si estinsero, i Babilonesi e gli Assiri ed altri la mantennero in vita, nello stesso modo in cui gli europei mantennero in vita il latino dopo la caduta di Roma. I rispettivi scribi quindi dovettero imparare sia i vari segni cuneiformi dei Sumeri, sia quelli della propria lingua.

## Contenuti
I contenuti delle prime tavolette d'argilla sono semplici annotazioni di quantità numeriche - materie prime come vasi, cesti, animali, ecc. A quanto pare, la scrittura si originò per tenere un tipo primitivo di contabilità, ma il suo uso si espanse ad includere documentazioni di tutte quelle attività che formano la vita quotidiana delle persone, da semplici inventari di beni fino a complicati atti governativi.
Gli archeologi frequentemente rinvengono le tavolette d'argilla in lotti, a volte così grandi che superano le migliaia. Tali lotti consistono di documenti del tipo già citato: conti, consegne, ricevute, inventari, prestiti, contratti di matrimonio, accordi di divorzio, sentenze giuridiche e così via. Queste registrazioni fattive erano tenute in magazzini disponibili per la consultazione - erano in effetti dei veri e propri fascicoli o, come gli specialisti del Vicino Oriente li chiamano, degli archivi. Ogni tanto si incontrano in tali archivi, brani di scrittura di tipo diverso, scritti che non riportano semplicemente dei dati ma richiedono un estro mentale: vanno da materiale di testo a letteratura creativa, e cominciano ad apparire molto presto. Per esempio, a Nippur nella Mesopotamia meridionale, gli scavi hanno rinvenuto un gruppo di tavolette che risalgono alla metà del terzo millennio a.C., sulle quali sono inscritti liste di nomi geografici, elenchi di dei, liste di professioni, esercizi di scrittura, una quantità di inni. Potrebbero benissimo appartenere ad una collezione di una scuola di scribi, forse anche una mantenuta dal tempio, una raccolta di opere che venivano tenute a portata di mano per la consultazione: in altre parole, una biblioteca.

### Ebla

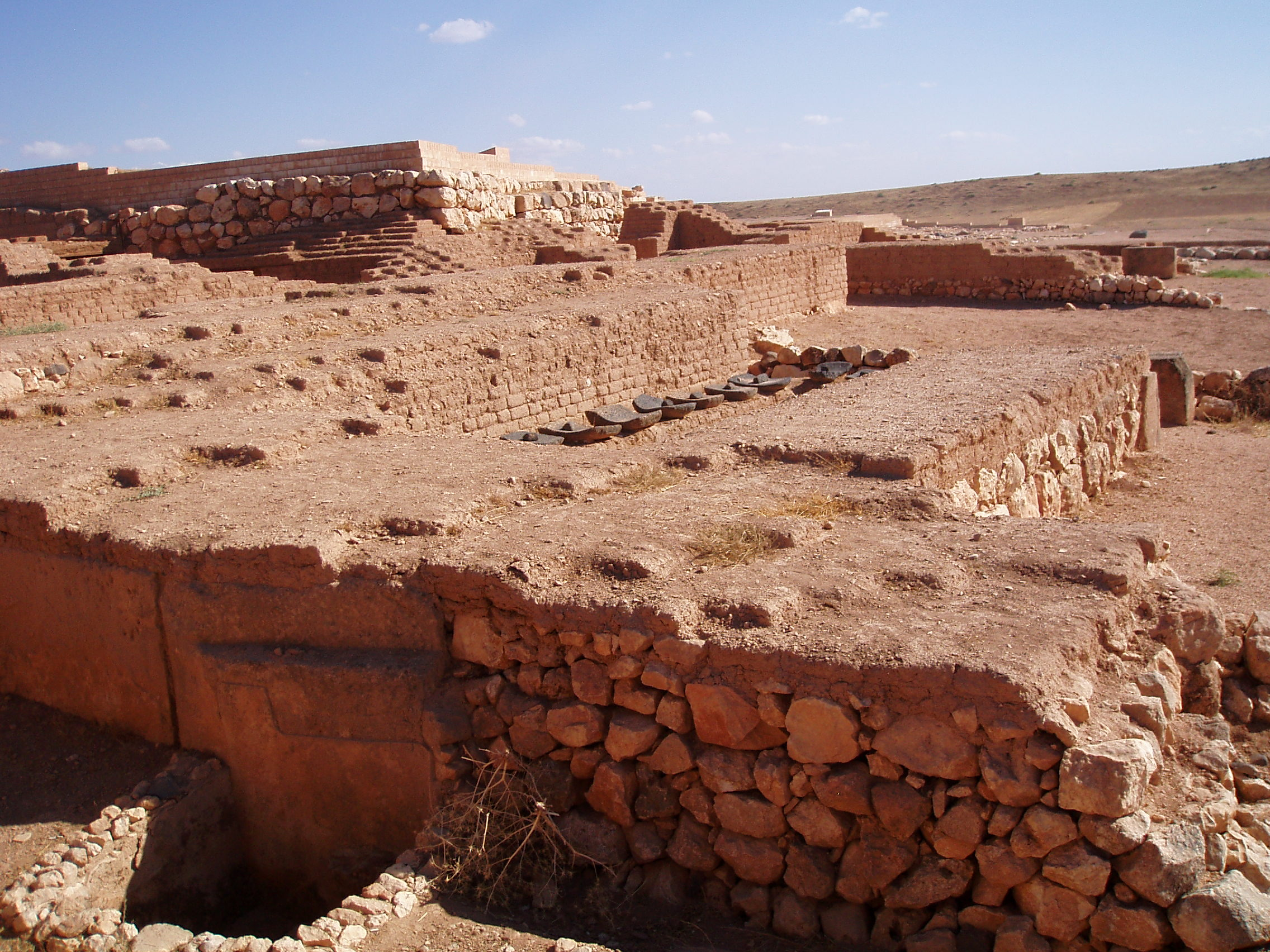
Resti di Ebla

Verso il 1980, gli archeologi che lavoravano in un sito dell'antica Ebla in Siria, circa quaranta chilometri da Aleppo, mentre scavavano i resti del palazzo reale, ebbero un fenomenale colpo di fortuna: incontrarono la stanza principale dell'archivio, piena di circa duemila tavolette d'argilla che erano stipate lì quando, nel 2300 o 2250 a.C. circa, gli invasori misero a fuoco il palazzo. La stanza era rettangolare, misurando 3,5x4m, e le tavolette erano accatastate sul pavimento. Apparentemente erano conservate su mensole di legno lungo le pareti e quando tali mensole bruciarono, le tavolette caddero al suolo. in maggioranza sono documenti amministrativi: circa mille reperti elencano la distribuzione di tessili e metalli da parte delle autorità del palazzo, mentre un altro centinaio trattano di cereali, olio d'oliva, terra agricola, allevamento di animali. Tuttavia, insieme a queste tavolette, ne sono state rinvenute alcune di tipo completamente diverso: ce ne sono circa sessanta che elencano parole in sumerico, nomi di professioni, aree geografiche, uccelli, pesci. Ventotto tavolette hanno liste bilingue, in sumerico con traduzione in eblaitico: ci sono inscritte una dozzina di incantesimi, alcuni in sumerico e altri in eblaitico; due tavolette (duplicati) hanno un testo che narra un mito sumerico. Gli archeologi del sito hanno determinato che tali reperti provenivano dalla mensola superiore lungo una delle pareti, il muro occidentale della stanza. Se ne deduce che, archiviata insieme ai documenti del palazzo, esisteva una biblioteca di lavoro degli scribi reali.

## Cataloghi
La collezione di Ebla era abbastanza piccola da poter esser consultata semplicemente con l'esaminare la mensola delle tavolette. Man mano che tali collezioni divennero più estese, ordinarle in questo modo non era più possibile. Le biblioteche moderne risolvono il problema creando dei cataloghi delle proprie raccolte - così fecero anche gli antichi scribi del Vicino Oriente: tra le tavolette rinvenute a Nippur, ce n'erano due, risalenti al 2000 a.C. circa, inscritte con una lista di opere letterarie sumeriche - vari miti, inni, lamentazioni. Una, più lunga, ha sessantotto titoli, l'altra sessantadue. Chiaramente hanno a che fare con la stessa collezione, perché quarantatré titoli appaiono su entrambe. La più lunga ha venticinque titoli che non sono sull'altra, che a sua volta ne ha diciannove che la prima non ha. Può essere che le due liste furono scritte perché gli scribi catalogarono quelle collezioni - forse un lotto di tavolette in una data area - in due periodi differenti, la seconda volta dopo un riordinamento che rimosse un notevole numero di opere e le rimpiazzò con altre.
Un catalogo, anche se primitivo come quello rappresentato dalle tavolette di Nippur, cioè un semplice elenco di titoli senza ordine, era un notevole passo avanti verso l'organizzazione di una collezione. Altri due passi avanti furono fatti con il miglioramento della catalogazione e l'aggiunta di note identificatrici per le tavolette stesse. Entrambi questi passi furono fatti verso il XIII secolo a.C., come si può riscontrare dai ritrovamenti di Ḫattuša.

### Ḫattuša

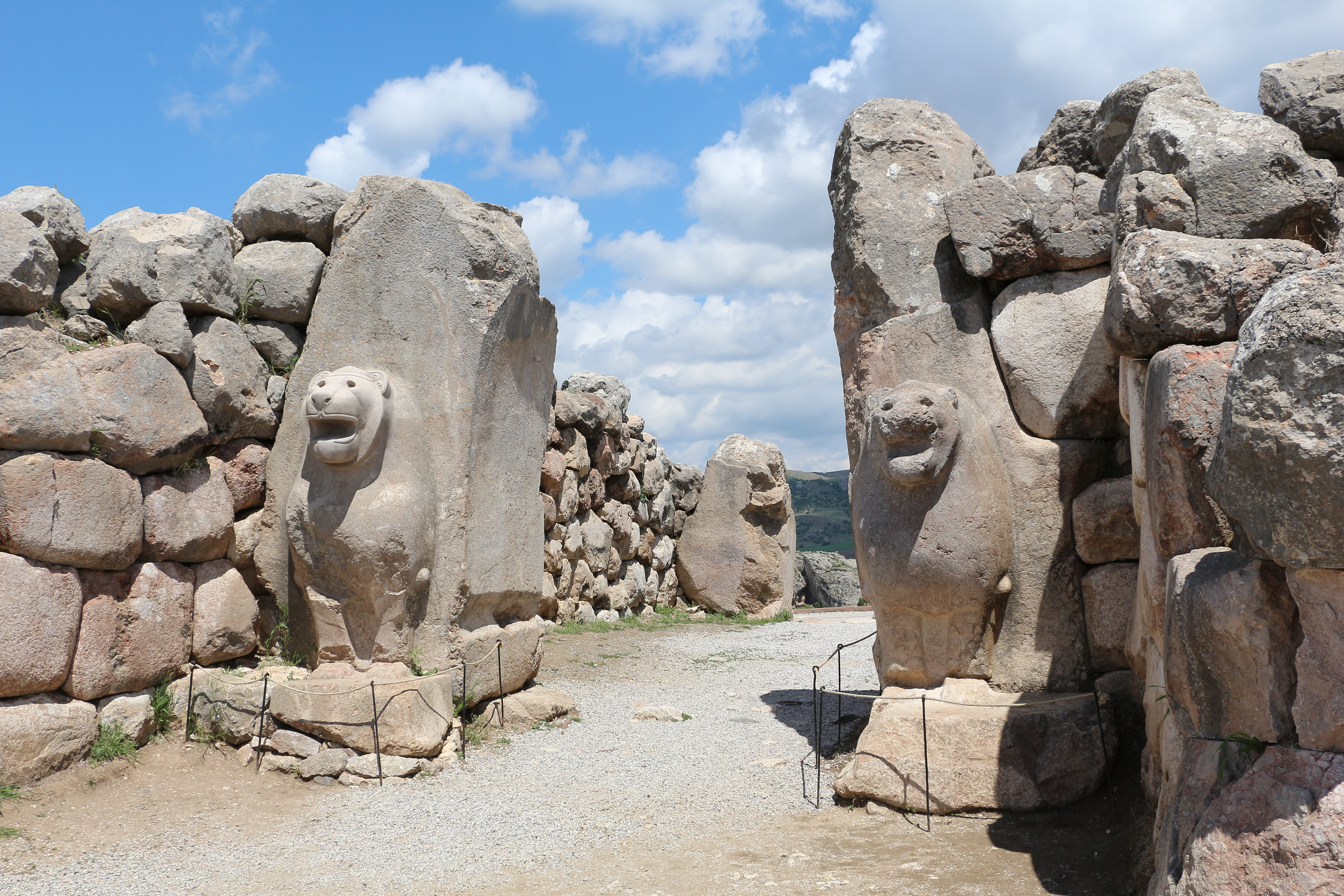
La cosiddetta Porta dei Leoni di Ḫattuša.

Ḫattuša (Ḫattuša) è un sito archeologico in Turchia. Capitale dell'impero ittita, oggi è situata nei pressi dell'attuale villaggio di Boğazkale, nella provincia di Çorum, all'interno di un'ansa del fiume Kızılırmak (Marashantiya nelle fonti ittite ed Halys in quelle greche) nell'Anatolia centrale, a circa 145 km a nord-est di Ankara, ad una quota media di 1100 metri sul livello del mare.  In questo sito gli archeologi scoprirono una vasta massa di tavolette d'argilla che provenivano dal palazzo reale ivi dislocato. Inevitabilmente, la maggioranza è composta da documenti collegati alla burocrazia governativa, ma una buona quantità varia da banali manuali a versioni ittite delle epopee sumeriche e babilonesi. Alcune di queste tavolette hanno alla fine, aggiunte dopo il testo sulla superficie posteriore (verso), delle righe di scrittura che identificano l'opera, più o meno come si fa con la prima pagina di un libro d'oggi: il colophon. Tale termine deriva dalla parola greca kolophon(gr.: κóλοφων), "tocco finale", che rifletteva la pratica antica di dare un "tocco finale alla fine", come correntemente noi facciamo all'inizio con il frontespizio. Alcuni esempi:

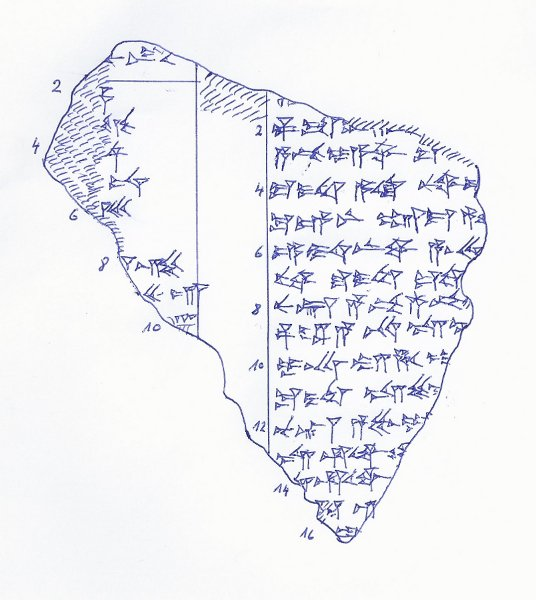
Esempio di scrittura cuneiforme ittita: gli "Atti di Suppiluliuma I" da Ḫattuša.

Ogni colophon inizia col numero della rispettiva tavoletta e ciò era della massima importanza poiché, sebbene gli scribi scrivessero su entrambe la facciate della tavoletta, e spesso con scrittura di minuscole dimensioni, molti scritti ne richiedevano più di una, come anche oggi molti scritti richiedono più di una pagina. Tuttavia le tavolette, a differenza delle pagine, non potevano essere rilegate: l'unica cosa che si poteva fare era accatastarle insieme o allinearle una dopo l'altra, entrambe soluzioni che rischiavano la perdita di alcune tavolette. Il colophon spesso include, come si legge nel primo esempio, il nome dello scriba locale che aveva copiato il testo. Il terzo esempio rappresenta una tavoletta che era originaria di un altro posto ed era stata danneggiata; registra lo scriba che l'aveva restaurata e resa usabile.
Non tutte le tavolette avevano un colophon, ma dove l'avevano, era indubbiamente di grande utilità per chi consultava la collezione: bastava controllare un colophon per capire subito i contenuti di una tavoletta e la parte dello scritto che rappresentava. Una scoperta ad Ḫattuša rivela che i cataloghi in uso erano grandemente progrediti dalle modeste liste di Nippur. Fa rinvenuta una serie di tavolette, probabilmente del tredicesimo secolo a.C., che conteneva dettagliate informazioni bibliografiche: ogni voce inizia dando la quantità di tavolette che componeva l'opera registrata, proprio come si fa oggi coi moderni cataloghi che danno il numero di volumi per quelle pubblicazioni che ne hanno più d'uno. La voce poi passa ad identificare l'opera stessa dandone il titolo,, che spesso è la citazione della prima riga, o fornendo un breve descrizione dei contenuti; segue l'informazione se la tavoletta in questione era l'ultima dell'opera o no. A volte la voce include il nome dell'autore o autori, o aggiunge altri particolari utili. Qui appresso alcuni esempi che illustrano la natura delle voci e la loro varietà:
Oltre ad annotare tavolette mancanti, le voci ogni tanto fornivano informazioni sull'archiviazione. C'è una nota, per esempio, che elencando un'opera composta da due tavolette, afferma che "non stanno in piedi": si presuppone che, in una sezione del palazzo, le raccolte di questo catalogo fossero ordinate in maniera verticale, mentre queste due stavano orizzontali.
Gran parte degli scritti elencati nelle voci sono stati rinvenuti tra la cataste di tavolette disinterrate. Alcune di queste hanno colophon simili alle voci del testo - una addirittura corrisponde parola per parola: è possibile quindi che i compilatori del catalogo, man mano che passavano lungo le mensole, risparmissero tempo copiando o parafrasando i colphon mentre li leggevano.
Praticamente tutti gli scritti elencati nel catalogo hanno a che fare con la religione: cerimonie in occasioni pubbliche, rituali di vario genere (dal consegnare un portafortuna ad un generale che andava in battaglia alla risoluzione di un litigio domestico), interpretazione di presagi e così via. Le collezioni del palazzo di Ḫattuša contenevano inoltre miti, leggende, annali storici: i ritrovamenti, in conclusione, rivelano la sviluppo di procedure organizzative che riguardavano collezioni di scritti. I contenuti del palazzo reale erano sicuramente numerosi, tali da richiedere la catalogazione delle raccolte. Il catalogo rinvenuto elencava da solo più di cento titoli e mentre collezioni di modeste quantità sono state rinvenute in tutto il Vicino oriente, quelle della biblioteca di Ḫattuša erano strettamente la prerogative di re, potenti figure che erano in grado di creare grandi collezioni subitanee con bottini di guerra o, in tempi di pace, inviando gli scribi del palazzo a copiare ciò che desideravano. Non si conosce quale particolare monarca fosse responsabile della biblioteca di Ḫattuša o delle precedenti biblioteche reali, come quella di Ebla. Solo alla fine del XII secolo a.C. si riesce a sapere il nome di un fondatore di biblioteche: Tiglatpileser I, uno dei più famosi sovrani dell'Assiria, il cui regno durò quasi quarant'anni, dal 1115 al 1077 a.C.

### Tiglatpileser I

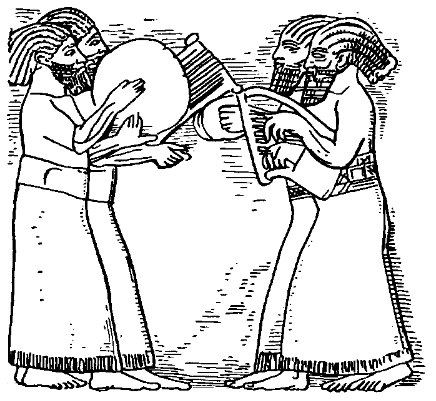
Quartetto di musici assiri, con cimbali, tamburelli e lire.

Le prove vennero estratte dai resti del Tempio di Assur, la divinità principale dell'Assiria, situato ad Ashur, capitale religiosa della nazione. Lì gli archeologi hanno rinvenuto numerose tavolette che sembrano far parte della stessa raccolta: la scrittura è simile, la composizione dell'argilla è simile e una quantità di indicazioni sicure sulle date indicano che siano state prodotte durante il regno di Tiglatpileser I. È stato affermato con ragione che fossero parte di una biblioteca che il sovrano creò mentre era ancora principe ereditario. Circa un centinaio di scritti possono essere assegnati a tale raccolta, cifra certamente inferiore a quello che la collezione conteneva durante l'epoca del re. Come per Ebla e Ḫattuša, solo alcune di queste tavolette hanno un carattere letterario; la maggioranza sono scritti professionali che erano strumenti indispensabili agli scribi a ai sacerdoti. la componente maggiore era rappresentata da scritti che riguardavano auspici e presagi determinati tramite la posizione delle stelle, gli eventi naturali, le interiora di animali sacrificali e altro. Un'altra parte era rappresentata da manuali standard: liste di vocaboli, lieste di piante, alberi, animali, dei, luoghi, una tabellina delle moltiplicazioni, un testo di astronomia. C'erano anche degli inni e persino un catalogo di composizioni musicali, che includeva gli strumenti coi quali venivano accompagnati - per esempio:
Quindi, se gli studiosi hanno ragione, a Tiglatpileser I va il merito di essere stato il fondatore della prima biblioteca che conosciamo per nome. Ma ancor più importante e maggiormente organizzata, è la biblioteca di Assurbanipal.

### Biblioteca di Assurbanipal
Quella che Assurbanipal fondò "ha ogni diritto di esser chiamata la prima biblioteca organizzata sistematicamente del Vicino Oriente". Come grandezza fu molto più estesa di qualsiasi precedente biblioteca e non venne superata per i successivi 350 anni.

## Conclusioni
Le collezioni del Vicino Oriente erano di una specifica natura che rispondeva ai bisogni della cultura e civiltà alla quale apparteneva. Cessarono di esistere quando queste civiltà si estinsero: non furono quindi le radici che fecero poi sviluppare le biblioteche che conosciamo oggi e che discendono da quelle prodotte dal mondo dei greci e dei romani. Meritano comunque una menzione onorevole nei registri della Storia, dato che tali collezioni furono le prime ad usare alcune delle procedure bibliotecarie fondamentali: l'identificazione di opere individuali tramite titoli; la raccolta in serie di scritti analoghi; la creazione di cataloghi. Furono inoltre le prime a soffrire alcuni dei mali fondamentali delle biblioteche: il furto, l'abuso ed il vandalismo.
Per concludere, menzione deve anche esser fatta dell'altro grande centro di cultura e civiltà del Vicino Oriente antico, l'Egitto. Sebbene abbia prodotto un ricco corpo di scritture, sia tecniche che letterarie, non ha nulla da aggiungere alla storia delle biblioteche. Che esistessero ne siamo certi, ma ne sappiamo qualcosa solo vagamente ed indirettamente. Quel poco di informazioni specifiche che abbiamo oggi, proviene dallo stesso Egitto, ma da un resoconto di quella zona scritto molto dopo il fiorire di questa importante civiltà, da uno storico greco del primo secolo a.C., Diodoro Siculo, che scrisse un'opera intitolata a proposito, Bibliotheca historica (in greco Βιβλιοθήκη ἱστορική). Descrivendo il complesso edilizio di "Ozymandias" (nome da lui usato per Ramses II, 1279-1213 a.C.), Diodoro ci dice che includeva una "biblioteca sacra" e cita anche l'iscrizione che portava: "Clinica dell'Anima". Pare quindi che fosse una biblioteca di scritti teologici, ma non lo sapremo mai con certezza, dato che gli egiziani, come abbiamo riferito precedentemente, scrivevano su carta di papiro e non su argilla e, sebbene numerosi reperti siano stati rinvenuti, le grandi quantità che potrebbero rappresentare una biblioteca non lo sono state.